# Сультини

Сультини. Загальна формула.

Сультини (рос. сультины, англ. sultins) — інтрамолекулярні циклічні естери гідроксисульфінових кислот (названі за аналогією з лактонами і сультонами).